# 細田直光
細田 直光（ほそだ なおみつ、生年不明 - 1898年以後？〈明治30年以後？〉）は、日本の刀工、偽銘師。本名は細田平次郎であり、通称を鍛冶平と呼ばれる。幕末期に江戸を中心に活躍した刀工であった一方、名工の銘を偽造し、多くの偽銘刀を創り上げた偽銘の名人としても知られていた。

## 来歴
鍛冶平は常陸国鹿島郡（現在の茨城県鹿嶋市）の出身であり、鹿島神宮にゆかりある名家の出身とされている。刀工として江戸時代後期に活躍した次郎太郎直勝の許に入門する。なお、次郎太郎直勝は江戸三作の一人である大慶直胤の娘婿かつ養子であったため、その門人である鍛冶平も大慶直胤や次郎太郎直勝の流れを汲んだ備前伝や相州伝などの作風を使いこなす高い技量を持っていた。鍛冶平は江戸の湯島天神の辺りに居を構えていたが、姫路藩藩工として三十人扶持で召されるお抱え刀工としても活躍していた。
ただ、鍛冶平は作刀よりも偽銘切りの方が上手であったとされており、繁慶は彫り銘であるため難しいが、山浦清麿などは何でもない、と豪語していたとされる。また、清麿自身も鍛冶平の偽銘刀を見て「この刀は無銘でよい、という注文だったのに、いつ銘を切ったのだろう。これはしくじった。」と頭をかいていたという逸話も遺されている。
特に明治維新後は、廃刀令の影響で刀工として困窮したことから、鍛冶平は生活のために偽銘切りに精を出すようになり、長曾祢虎徹をはじめ肥前忠吉や大慶直胤、水心子正秀なども偽銘を切ったといわれる。その後は1898年（明治30年）頃までは生存していたものとみられている 。
なお、鍛冶平は几帳面な男であったようであり、自身が切った偽銘の押形帳を遺している。この押形帳を見ると相州上位物や刀剣鑑定を家業とする本阿弥家の金象嵌銘も数多く偽造したことが判る。なお、これら鍛冶平の押形は1936年（昭和11年）に大阪刀剣会より『鍛冶平真偽押形』として出版されている。偽銘師が自身の偽銘を押形に遺すことは稀有なことであるため、『鍛冶平真偽押形』は日本刀における偽物研究の貴重な資料の一つとなっている。

## 作刀
鍛冶平は偽銘師として有名になったことから偽銘の注文が殺到したため、現存する作刀は少ないといわれている。一説では新選組局長の近藤勇が佩刀していた虎徹と切られた刀は、鍛冶平によって創られた贋作であるとされている。しかし、虎徹の真作と信じ切っていた近藤は池田屋事件でも”虎徹の刀”を利用し、事件の委細を武蔵国の後援者へ伝える手紙にも「下拙は刀は乕徹故にや、無事に御座候」と記している。また、同じく新選組隊士として池田屋事件に参加していた中村金吾は「江府住細田直光 / 万延元年二月」と切られていた、鍛冶平によって創られた真作が用いられていた。なお、池田屋事件参加者の刀を手入れした研師の覚書によれば、中村の鍛冶平も「イタミナシ」であったという。

## 主な作品

### 作刀品
鍛冶平が製作した刀として、以下が確認されている。
- 薙刀 銘 「直光」（特別保存刀剣、刀剣ワールド財団収蔵） - 刃長52.7センチメートル

本作はに静形（しずかがた）の実戦薙刀として注文して制作されたものであり、槍に転用も可能な造りとなっている。直胤の特徴を汲む鍛えの良い地鉄に直刃（すぐは）を焼いているのが特徴である。姿形や刃文共に洗練されており、鍛冶平の高い技量が発揮されている。本作は幕末に京都見廻役および日光奉行を務めた旗本である岩田通徳が作らせたものであり、明治維新後は岩田は新政府に退去命令を出されて静岡へ移住した徳川家に付き従って移住し、本作も静岡岩田家に伝来していたものである。

### 偽銘・改竄品
また、鍛冶平が銘を偽造・改竄した作品として、以下が確認されている。
- 太刀 銘 「五月六日友成」（嘉禎友成太刀）（重要文化財、静嘉堂文庫美術館収蔵）

銘にある「友成」は平安時代後期に活躍した刀工の一人であり、同時代の正恒と古備前派の双璧をなす名工として著名である。しかし、本作には元々鎌倉時代前期にあたる1237年（嘉禎3年）に作刀されたことを示す「嘉禎三.」の年紀銘があったことから、平安時代後期に活躍した友成とは別人の同名刀工によって造られたものとされている。本作は徳川将軍家と縁の深い小石川伝通院に伝来していたが、刀剣商により明治時代初期に流出する。その際、鍛冶平によってより古い作品に見せかけるために「嘉禎三.」の年紀銘が潰された。